# Islamnagar
Islamnagar è una suddivisione dell'India, classificata come nagar panchayat, di 26.055 abitanti, situata nel distretto di Budaun, nello stato federato dell'Uttar Pradesh. 